# Charles Eisenmann
Pour les articles homonymes, voir Eisenmann.
Charles Eisenmann est un universitaire français, né le 20 septembre 1903 à Dijon et mort le 4 octobre 1980 à Paris. Il est notamment connu pour avoir été un disciple du juriste autrichien Hans Kelsen, et le traducteur de son ouvrage majeur Théorie pure du droit (1re éd. 1934 ; 2e éd. 1960 – c'est cette dernière édition, sensiblement remaniée, qui est traduite en français).

## Biographie
Charles Eisenmann est le fils de l'universitaire Louis Eisenmann, spécialiste de l'Empire austro-hongrois à la Sorbonne.
En 1923, il est licencié en philosophie et en droit. En 1928, il soutient une thèse de doctorat intitulée La justice constitutionnelle et la Haute Cour constitutionnelle d’Autriche. En 1930, il est agrégé des facultés de droit (section de droit public). Il devient chargé de cours à la faculté de droit de Caen, puis de 1931 à 1939 et de 1945 à 1948, professeur à la faculté de droit et de sciences politiques de Strasbourg.[réf. nécessaire] Il enseigne ensuite à la faculté de droit de Paris pour finir, à la suite de la réforme de 1968, à l'université Paris I Panthéon-Sorbonne jusqu'en 1973.
De 1960 à 1964, il est président de la Fédération nationale des syndicats autonomes de l’enseignement supérieur et de la recherche (FNSAESR).[réf. nécessaire]